# New York Public Library

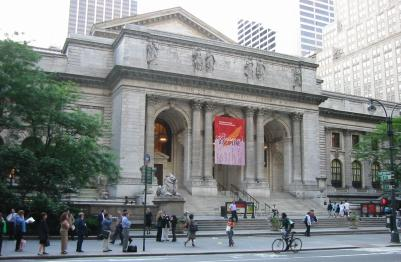
New York Public Library

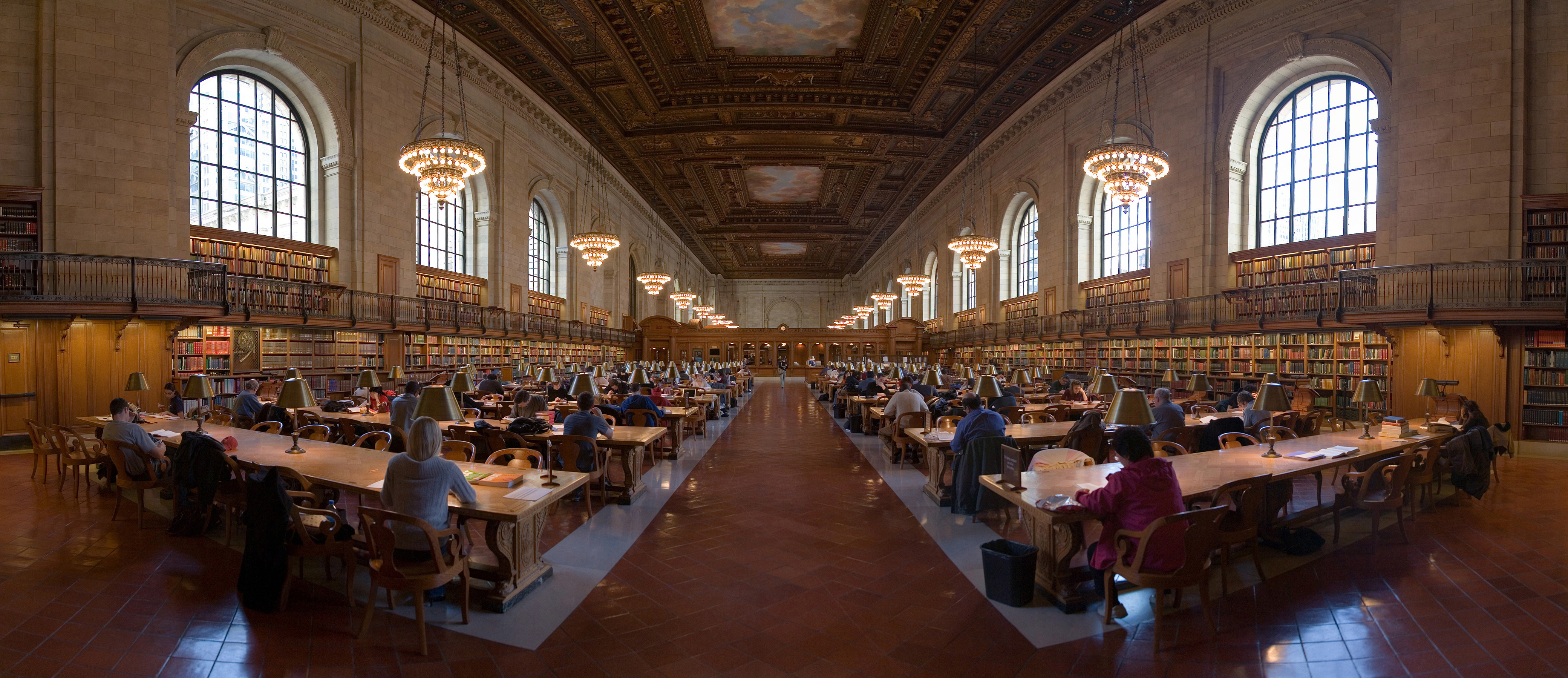
Research Room i biblioteket

New York Public Library är New Yorks stadsbibliotek med en rad avdelningar. Med namnet åsyftas oftast huvudbiblioteket (också känt som "The Humanities and social science library") på 5th Avenue vid 42nd street, Manhattan, NYC. Biblioteket är USA:s näst största bibliotek efter Library of congress med ca 53 miljoner föremål.
Byggnaden som rymmer (huvud)biblioteket är magnifik och är en av stadens turistattraktioner både med anledning av dess arkitektur, unika magasinerings- och hämtningssystem samt filmhistoriska betydelse. Den första stenen lades 1902, invigningen av biblioteket skedde 1911. Bland de filmer som spelats in här kan nämnas Ghostbusters - Spökligan vars inledande spökjakt sker i NYPL:s lokaler samt The Day After Tomorrow där de överlevande från ovädret tagit skydd i biblioteket.